# Райківщина
Ра́йківщина — село в Україні, в Яготинській міській громаді Бориспільського району Київської області. Населення становить 495 осіб.

## Історія

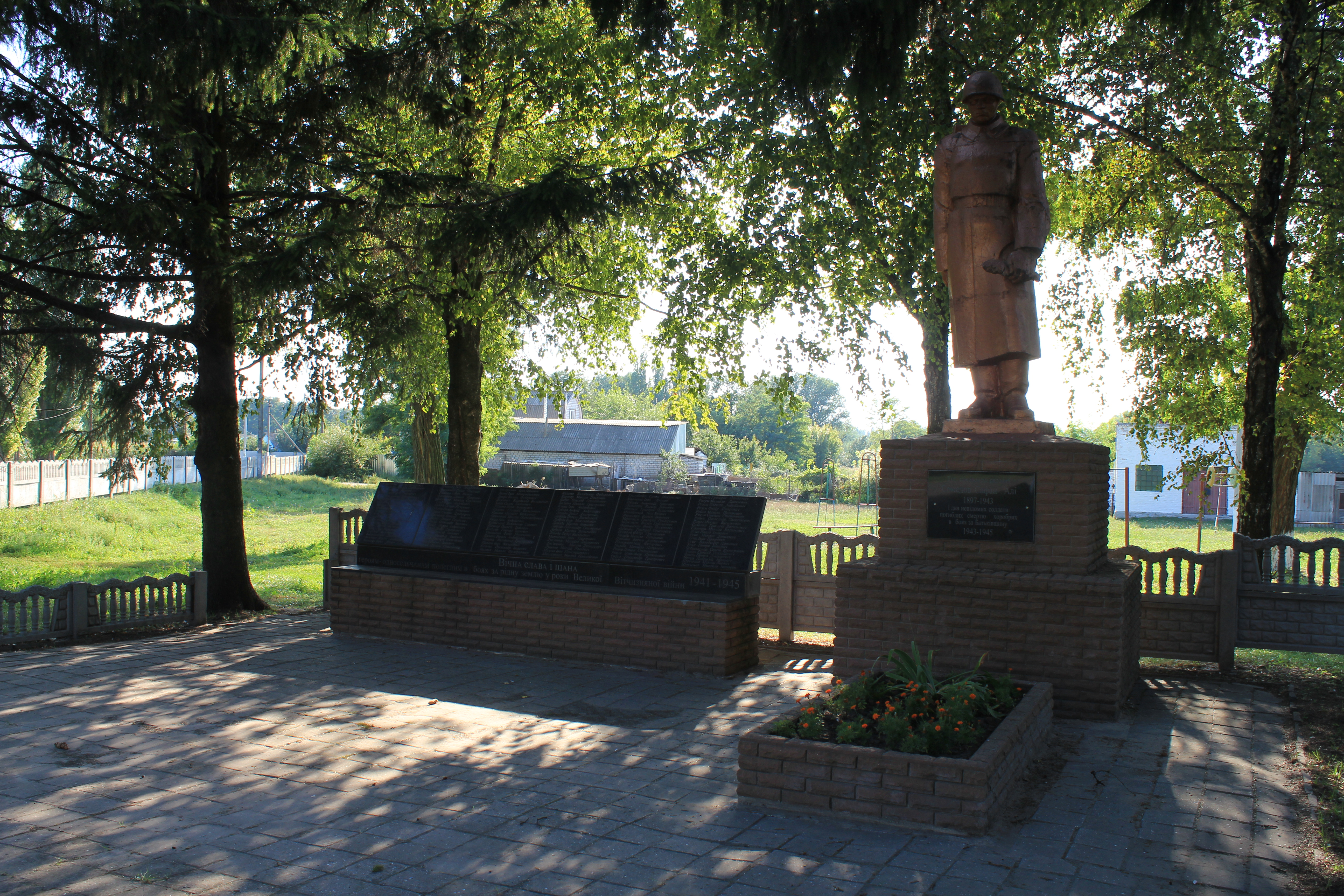
Братська могила воїнів Радянської Армії

Вперше згадується під 1623 роком. Заснована козаками Ройком і Чергикалом.
1859 - хутір Ройківщина, 70 дворів, 536 жителів.
1910 року - хутір Яготинської волості Пирятинського повіту Полтавської губернії, 130 господарств, 953 мешканця разом з найманими робітниками.
На початку 1930-х років село входило до складу Пирятинського району Полтавської області.
Хутір Райківщина був приписаний до Троїцької церкви в Яготині.
Село постраждало від колективізації та Голодомору — геноциду радянського уряду проти української нації. Колгосп створений у 1928 році. Жертвами Голодомору стало близько 200 осіб.
10 травня 1958 р. видано рішення виконавчого комітету Київської обласної ради депутатів трудящих № 347 « Про утворення обліку населених пунктів Київської області», відповідно до якого з метою уточнення обліку населених пунктів і впорядкування в адміністративно-територіальному поділі Київської області ухвалено: с. Райківщина та х. Рудка Райківщинської сільської ради - за один населений пункт село Райківщина;
У 1993 році з ініціативи сільської ради при допомозі односельців Калити П. С. та Лободи М. М. в серці села встановлений пам'ятний знак жертвам Голодомору.

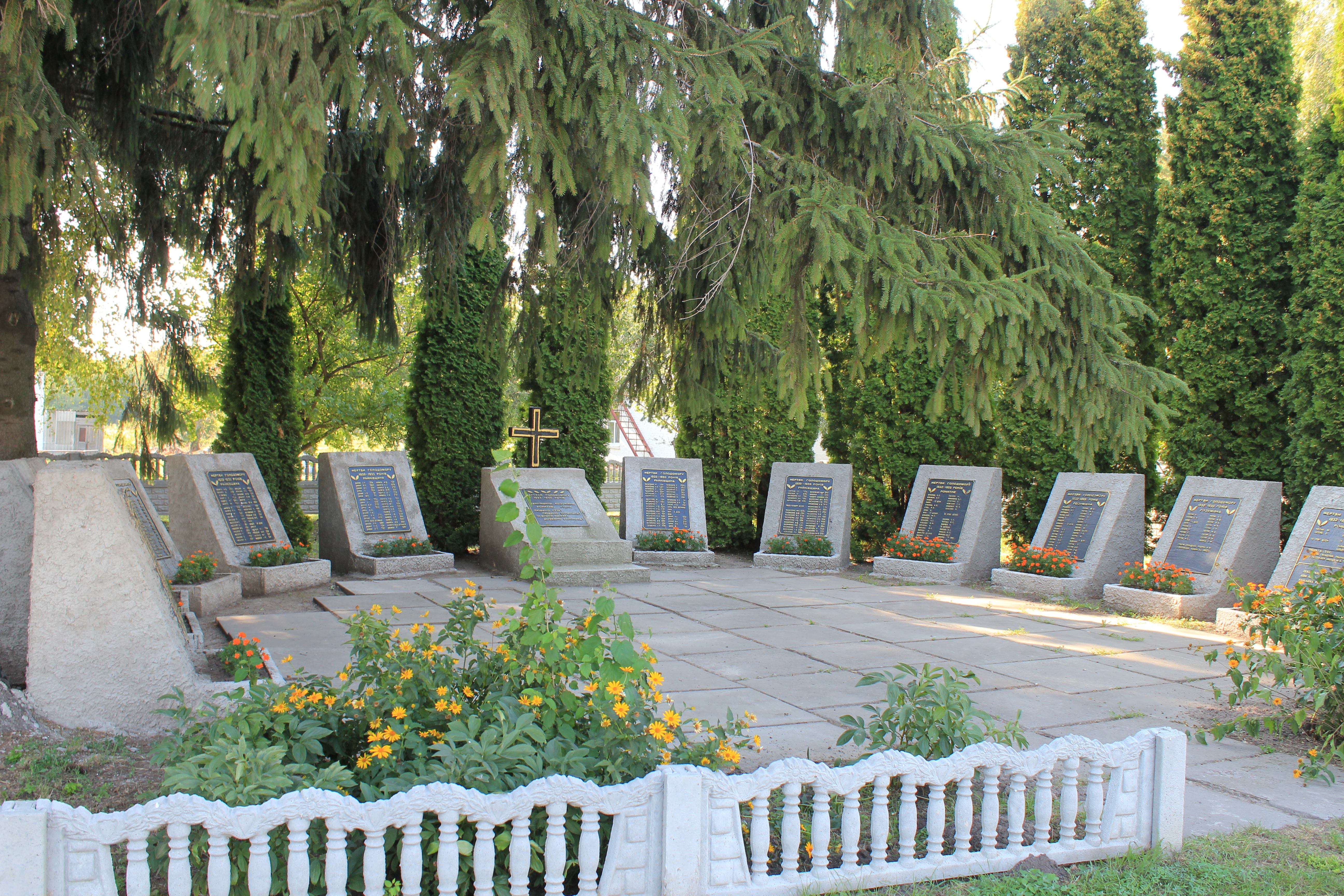
Пам'ятник жертвам голодомору